# 荒木武
荒木 武（あらき たけし、1916年（大正5年）3月4日 - 1994年（平成6年）6月15日）は、日本の政治家、広島市長（第27～30代）。

## 略歴
広島県安佐郡三篠町（現：広島市西区）出身。旧制修道中学校（現：修道中学校・高等学校）、旧制広島高校を経て、1940年3月東京帝国大学法学部卒業、同年4月三菱重工業株式会社入社。1945年8月6日、広島市への原子爆弾投下によって被爆した。
1947年4月に広島市議会議員、1951年4月には広島県議会議員となる。3期を経て1960年の第29回衆議院議員総選挙で民主社会党（のち民社党）公認で立候補したが落選の一方で市長挑戦3回目となる1975年2月広島市長に初当選し、1991年まで在任。在任中の1980年（昭和55年）4月、広島市が政令指定都市となる。
1994年4月に勲二等瑞宝章を受章するが、同年6月15日に肺炎のため死去。1995年7月8日市民葬。

## 著書
- 『ヒロシマを世界へ』（ぎょうせい、1986年10月1日）ISBN 4-324-00588-5